# Микеле Скандифио
Микеле Скандифио (на италиански: Michele Scandiffio) е италиански римокатолически прелат.

## Биография
Скандифио е роден на 29 септември 1928 година в Кралство Италия и е ръкоположен за свещенически сан през 1951 г. Служи като архиепископ на римокатолическата архиепископия на Ачеренца, Италия от 1988 г. до пенсионирането си през 2005 г. Умира на 6 юни 2022 година.

### Епископско служение
На 30 април 1988 г. папа Йоан Павел II го назначава за архиепископ на Асеренца, наследявайки Франческо Кукарезе, по-рано назначен епископ, с личната титла архиепископ на Казерта. На 9 юли получава епископското ръкополагане в катедралата на Матера от кардинал Микеле Джордано, архиепископ на Неапол, съпосвещавайки архиепископите Джузепе Вайро и Енио Апинянези. На 3 септември поема архиепископията.
По време на епископството си полага особени грижи за формирането на духовенството и професионалната катехизация, като ръкополага двадесет нови епархийски свещеници и превръща древната семинария в епархийски музей на свещеното изкуство. Сред другите основни инициативи са институцията на епархийския ден за младите хора, честването на 9-та годишнина на катедралата в Ачеренца с епархийския евхаристичен конгрес Peregrinatio Mariae в енорийските общности и училището за обучение на миряните.
На 27 юли 2005 г. папа Бенедикт XVI приема оставката му от пасторското правителство на архиепископията поради достигане на възрастовата граница. Остава апостолски администратор на архиепископията до пристигането на неговия наследник на следващия 15 октомври.

## Епископска генеалогия
- Кардинал Сципион Ребиба
- Кардинал Джулио Антонио Сантори
- Кардинал Джироламо Бернерио
- Архиепископ Галеацо Санвитале
- Кардинал Лудовико Лудовизи
- Кардинал Луиджи Каетани
- Кардинал Улдерико Карпеня
- Кардинал Палуцо Палуци Алтиери дели Албертони
- Папа Бенедикт XIII
- Папа Бенедикт XIV
- Кардинал Енрико Енрикес
- Архиепископ Мануел Куинтано Бонифас
- Кардинал Буенавентура Кордоба Еспиноса де ла Серда
- Кардинал Джузепе Мария Дориа Памфили
- Папа Пий VIII
- Папа Пий IX
- Кардинал Алесандро Франки
- Кардинал Джовани Симеони
- Кардинал Винченцо Ванутели
- Кардинал Джовани Батиста Насали Рока ди Корнелиано
- Кардинал Марчело Мими
- Архиепископ Джакомо Паломбела
- Кардинал Микеле Джордано
- Архиепископ Микеле Скандифио